# Henryk III Bogaty
Henryk III Bogaty, niem. Heinrich III. der Reiche (ur. 15 października 1440 r., zm. 13 stycznia 1483 r.) – landgraf Górnej Hesji od 1458 roku z dynastii heskiej.

## Życiorys
Henryk był drugim spośród synów landgrafa Hesji Ludwika I Zgodnego. Po śmierci ojca, zgodnie z jego wolą, Hesja została podzielona na dwie części: Górną Hesję, którą objął Henryk (ze stolicą w Marburgu), oraz Dolną Hesję przeznaczoną dla starszego jego brata Ludwika II Szczerego; dwóch młodszych braci przy podziale pominięto (Herman był przeznaczony do stanu duchownego, gdzie osiągnął wysokie stanowiska). Po czterech lata miała nastąpić rewizja podziału, jednak do niej nie doszło, co było powodem konfliktu między braćmi, którzy angażowali się po różnych stronach w licznych wewnątrzniemieckich sporach politycznych. M.in. podczas sporu o arcybiskupstwo Moguncji Henryk opowiedział się po stronie Teodoryka z Isenburga, podczas gdy jego brat Ludwik poparł kandydaturę Adolfa z Nassau. Obaj bracia uzyskali przy tej okazji nadania terytorialne od kandydatów, które pozostały w mocy także po zakończeniu sporu w 1463 r. Konflikt między braćmi zaostrzał się i doprowadził w 1469 r. do otwartej wojny; został zakończony w 1470 r. dzięki pośrednictwu trzeciego brata, Hermana. Wkrótce potem Ludwik zmarł, a Henryk objął rządy opiekuńcze w Dolnej Hesji w imieniu małoletnich synów zmarłego brata. 
W późniejszym okresie Henryk zaangażował się w spór o Kolonię. Wybuchł tam bunt przeciwko arcybiskupowi Kolonii Ruprechtowi, a na administratora księstwa wybrano brata Henryka – Hermana. Ruprecht wezwał na pomoc księcia Burgundii Karola Śmiałego, jednak Henryk powstrzymał go skutecznie broniąc zamkniętego w oblężeniu przez niemal rok (od lipca 1474 r. do czerwca 1475 r.) miasta Neuss. Także Henryk pojmał arcybiskupa Ruprechta i trzymał w niewoli aż do końca jego dni (arcybiskup zmarł w 1480 r., zaś jego następcą w Kolonii został brat Henryka Herman). W 1479 r. Henryk objął także hrabstwo Katzenelnbogen po bezpotomnej śmierci ostatnich jego hrabiów – uczynił to dzięki traktatowi o dziedziczeniu, który zawarł jeszcze ojciec Henryka, Ludwik I Zgodny, w 1446 r., zaręczając czteroletniego wówczas Henryka z jeszcze młodszą Anną, córką hrabiego Katzenelnbogen Ludwika I (małżeństwo zostało zwarte w 1458 r.). Granice Hesji rozciągnęły się w ten sposób na Ren, zapewniając jej władcom nowe źródło dochodu w postaci ceł rzecznych. Spory z sąsiadami o Katzenelnbogen trwały jednak jeszcze przez dziesięciolecia.
W 1483 r. Henryk zmarł, pozostawiając jako swego następcę w Górnej Hesji swego syna Wilhelma. Henryk był zapalonym myśliwym i miłośnikiem rycerskich rozrywek. Ciężar rządów często przerzucał na swoich doradców, szczególnie Hansa von Dörnberga.

## Rodzina
Żoną Ludwika była od 30 sierpnia 1458 r. Anna, córka hrabiego Katzenelnbogen Ludwika I. Z małżeństwa tego pochodziło sześcioro dzieci:
- Fryderyk (ok. 1459–?),
- Ludwik (ok. 1460–1478),
- Elżbieta (1466–1523), żona hrabiego Nassau-Dillenburg Jana V,
- Wilhelm III Młodszy (1471–1500), następca Henryka, landgraf Górnej Hesji,
- Matylda (1473–1505), żona księcia kliwijskiego Jana II,
- Henryk (1474–?).

Miał też z pozamałżeńskiego łoża córkę Contzel.